# Pray (chanson de Take That)
Singles de Take That
Why Can't I Wake Up with You
(1993) Relight My Fire
(1993)
Clip vidéo
[vidéo] « Pray », sur YouTube
Pray est une chanson du boys band anglais Take That. Elle est incluse dans leur deuxième album studio, intitulé Everything Changes et sorti (au Royaume-Uni) le 11 octobre 1993.
Le 5 juillet 1993, plus de trois mois avant la sortie de l'album, la chanson a été publiée en single. C'était le deuxième single de cet album.
Le single a débuté à la 1re place du hit-parade britannique (pour la semaine du 11 au 17 juillet 1993) et gardé cette place trois semaines de plus.